# مقياس تيار حثي
مقياس تيار حثي وهو جهاز القياس الأكثر استخداماً لقياس التيار في دوائر التيار المتردد، وعدم وجود عضو التوحيد وما يصاحبه من احتكاك، ولذلك فإنها أكثر دقة من النوع ذو عضو التوحيد عند الأحمال الخفيفة، وأسس التشغيل للنوع الحثي لقياس التيار هي نفسها تماماً أُسس تشغيل الواطميتر الحثي، والتركيب هو نفسه أيضاً ماعدا أن زنبرك التحكم ومؤشر الواطميتر قد تم استبدالهم بمغناطيس الفرملة.
ويُسمح للقرص بالدوران المستمر بدلاً من الدوران خلال جزء فقط من الدائرة كما في الواطميتر، كما زود بمجموعة العجلات التي تُدار بواسطة السنون الدودية على محور جهاز القياس.

## التركيب
جهاز قياس التيار النوع الحثي يتكون أساساً من الأنظمة التالية:
1. نظام الإدارة.
2. النظام المتحرك.
3. نظام الفرملة.
4. نظام التسجيل.

### نظام الإدارة
نظام الإدارة لجهاز قياس التيار يتكون أساساً من مغناطيسين كهربائيين يُسمى أحدهما مغناطيس التوازي والآخر مغناطيس التوالي، ويُصنع قلب هذين المغناطيسين الكهربائيين من شرائح من صلب السيليكوني، تُبرشم هذه الشرائح معاً لتكون هيكل ميكانيكي جامد، والذي تصف الأجزاء بالنسبة له، لكي تحقق التوزيع الصحيح للفيض للأداء المناسب.
ويتكون مغناطيس التوازي من عدد من الشرائح الحديدية التي تأخذ شكل m وتجمع معاً لتكون القلب، ويثبت ملف مكون من عدد كبير من اللفات من السلك الرفيع على الذراع المتوسط لمغناطيس التوازي، ويسمى الملف ملف الضغط ويوصل عبر المصدر الرئيسي، وملف الجهد عالي الحثية حيث أنه ذو عدد كبير من اللفات وممانعة دائرته المغناطيسية صغيرة جداً.
والمغناطيس الكهربائي التوالي يتكون من عدد من شرائح الحديد المعزولة على شكل الحرف u تجمع معاً لتكون القلب، ويلف على كلا الذراعين عدد قليل من لفات من سلك سميك، وهذا الملف الملفوف يُسمى ملف التيار ويوصل بأحد الخطوط، وعلى التوالي مع الحمل المطلوب قياسه، ويتم إثارة مغناطيس التوالي ويعطي مجال مغناطيسي ويُقطع المجال بواسطة القرص الدوار عندما يسري تيار الحمل خلال ملف التيار (cc).
ويتم وضع شرائط مظلله من النحاس على الذراع المتوسط لمغناطيس التوازي، وذلك لعمل إزاحة مقدارها °90 بين المجال المغناطيسي الناتج عن مغناطيس التوازي والجهد المسلط، ويتم ذلك بعملية الضبط، وتُسمى شرائط التظليل النحاسية «معوض معامل القدرة» أو «شريط التعويض».

### النظام المتحرك
يتكون النظام المتحرك أساساً من قرص الألمنيوم الدوار المثبت على محور رأسي ويستند على غطاء من الياقوت في قاع كرسي التحميل المقلوظ.
والمركز السفلي مُصنع من الصلب الناشف، ونهايته تأخذ الشكل الكروي، وترتكز في وعاء من الياقوت الأزرق، أما المحور العلوي فوظيفته هي فقط حفظ العمود في وضع رأسي تحت وضع التشغيل، ولا يمثل أي وزن أو شد في أي اتجاه، وتتصل الريشة مع العمود مع ميكانيزم العد أو التسجيل.
والمجال المغناطيسي الناتج بواسطة مغناطيس التوازي الكهربائي، نبضي الخواص، ويقطع القرص الدائر، ويُنتج تيارات دوامية فيه، لكنه لا ينتج قوة إدارة، لكن التفاعل بين المجالين المغناطيسيين، والتيارات الدوامية هما اللذان ينتجان عزم الإدارة في القرص.

### نظام الفرملة
يتكون نظام الفرملة أساساً من مغناطيس ثابت يسمى مغناطيس الفرملة، وهذا المغناطيس يأخذ شكل حرف c ويُصنع من سبيكة من الصلب، تُثنى لتشكل دائرة مغناطيسية كاملة، مع استثناء ثغرة ضيقة بين الأقطاب، ويُثبت هذا المغناطيس بحيث يدور القرص في الثغرة الهوائية بين النهايات القطبية، وحركة القرص الدوار خلال المجال المغناطيسي الذي يعبر الثغرة الهوائية يولد تيارات دوامية في القرص الذي يتعامل مع المجال ويُعطي تأثير فرملي، وبتغير موضع مغناطيس الفرملة أو بحرف بعض الفيض عن اتجاهه، فإن سرعة القرص الدوار يمكن ضبطها.

### نظام العد أو التسجيل

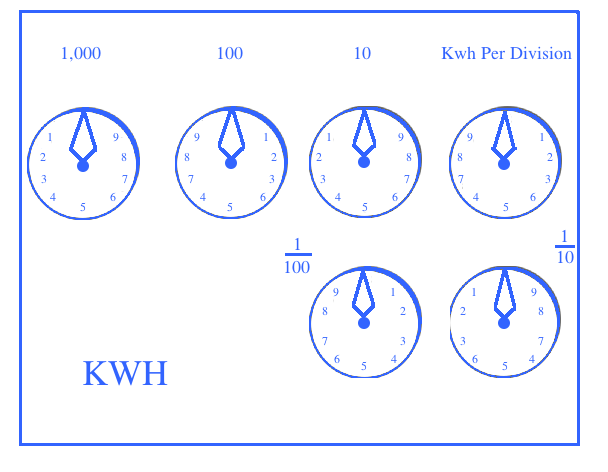
نظام التسجيل لمقياس تيار حثي، ونجد أن مؤشر العداد الذي يقع على الجانب الأيمن يعطي واحد Kwh بعدما يكون القرص قد دار عدد معين من الدورات، وترتب التروس بحيث يمثل كل قسم على العداد الأيمن واحد كيلوواط ساعي، والعداد الثاني يمثل كل قسم فيه 10كيلوواط ساعي، والعداد الثالث يمثل كل قسم 100كيلوواط ساعي، والأخير يمثل 1000كيلوواط ساعي.

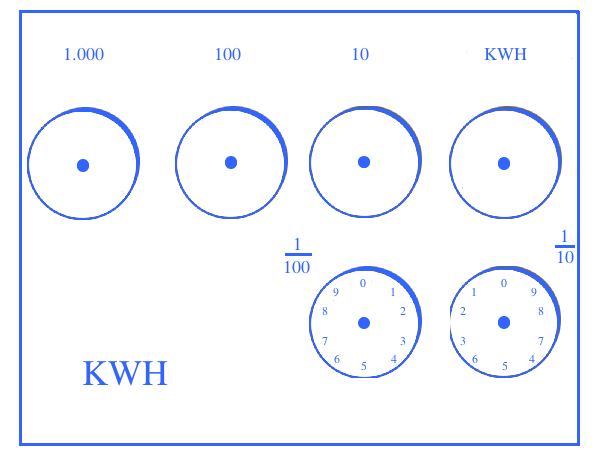
في بعض أجهزة القياس، مثل جهاز سيكلومتر يستخدم بدلاً من الأنواع ذات المؤشر كما هو مبين بالشكل

يتكون نظام العد أو التسجيل أساساً من مجموعة من التروس تدور إما بواسطة ترس محوري أو ترس دودي على عمود القرص، والذي يدير مؤشراته التي تبين على عداد عدد الدورات التي يعملها القرص، وبذلك يحدد جهاز قياس الطاقة ويضيف أو يكامل كل قيم القدرة اللحظية حتى يمكن معرفة الطاقة الكلية التي استخدمت خلال فترة معينة.
ومن الشكل نجد أن مؤشر العداد الذي يقع على الجانب الأيمن يعطي واحد Kwh بعدما يكون القرص قد دار عدد معين من الدورات، وترتب التروس بحيث يمثل كل قسم على العداد الأيمن واحد كيلوواط ساعي، والعداد الثاني يمثل كل قسم فيه 10كيلوواط ساعي، والعداد الثالث يمثل كل قسم 100كيلوواط ساعي، والأخير يمثل 1000كيلوواط ساعي.
وفي بعض أجهزة القياس، مثل جهاز سيكلومتر يستخدم بدلاً من الأنواع ذات المؤشر كما هو مبين بالشكل الثاني.

### نظرية التشغيل
نفرض أن تيار الحمل متأخر عن جهد الدائرة V بزاوية مقدارها {\displaystyle \Phi }، والفيض {\displaystyle \Phi _{sh}} الخاص بمغناطيس التوازي يتم عمله ليكون متأخراً عن جهد الدائرة V بـ °90 وذلك بضبط موضع شرائط التظليل.
وبفرض أن تأثيرات التخلف المغناطيسي والتشبع الحديدي مهملة، فإن فيض مغناطيس التوالي {\displaystyle \Phi _{sh}} يعتبر متناسباً مع نفس طور تيار الحمل I.
وأن EMFs {\displaystyle E_{se}} & {\displaystyle E_{sh}} متولدة في القرص بواسطة {\displaystyle \Phi _{sh}}، {\displaystyle \Phi _{se}} على الترتيب ومتأخرة عن فيضها بمقدار °90 على الترتيب، وينتج عن ذلك {\displaystyle I_{sh}} & {\displaystyle I_{se}} بواسطة {\displaystyle E_{sh}} & {\displaystyle E_{se}} وكلٍ في نفس طور الجهد المسبب له.
وبذلك يؤثر على القرص عزمين متضادين وهما {\displaystyle \Phi _{sh}I_{se}} & {\displaystyle \Phi _{se}I_{sh}}
وتكون القيمة اللحظية للعزم هي الفرق بين الاثنين أي ({\displaystyle \Phi _{sh}I_{se}-\Phi _{se}})
حيث القيم ({\displaystyle \Phi _{sh}}، {\displaystyle I_{se}}، {\displaystyle \Phi _{se}}) هي القيم اللحظية لهم.
وحيث أن زاوية الطور بين {\displaystyle I_{se}}، {\displaystyle \Phi _{sh}} هي {\displaystyle \Phi }
وأن زاوية الطور بين {\displaystyle I_{sh}}، {\displaystyle \Phi _{se}} هي ({\displaystyle 180-\Phi })
إذاً العزم المتوسط Tav
{\displaystyle T_{av}} a {\displaystyle I_{s}I_{se}Cos\phi +\Phi _{se}I_{sh}Cos(180-\Phi )}
{\displaystyle T_{av}} a {\displaystyle \Phi _{s}I_{se}Cos\phi +\Phi _{se}I_{s}Cos\Phi )}
{\displaystyle T_{av}} a {\displaystyle (\Phi _{s}I_{s}e+\Phi _{s}eI_{s})Cos\Phi )}
حيث "a" تأتي بمعنى يتناسب طردياً
وحيث أن
{\displaystyle \Phi _{s}} a {\displaystyle V}
{\displaystyle I} a {\displaystyle \Phi _{se}}
{\displaystyle I_{se}} a {\displaystyle I}
{\displaystyle I_{s}} a {\displaystyle V}
وبالتعويض عن هذه القيمة في معادلة العزم المتوسط فإننا نحصل على
{\displaystyle (K_{1}VI+K_{2}VI)Cos\Phi } a {\displaystyle T}
أو
{\displaystyle \Phi VICos} a {\displaystyle T}
ومن هنا يمكن أن نقول أنه لو كان لجهاز القياس أن يسجل بطريقة صحيحة عند أي معامل قدرة فإنه يجب أن يكون فيض مجال التوازي متأخراً عن الجهد المسلط V بــ °90 كما فرضنا سابقاً

## الأخطاء
في مقياس التيار من النوع الحثي تنشأ الأخطاء من نظام الإدارة ونظام الفرملة.
فنظام الإدارة يمكن أن يتسبب في الخطأ نتيجة القيمة غير الصحيحة للفيض أو زوايا الطور غير الصحيحة وكذلك نتيجة الافتقاد إلى التماثل في الدائرة المغناطيسية، والذي يجعل أجهزة القياس تُطرق إلى قيم أُخرى.
أما نظام الفرملة فيمكن أن يتسبب في وقوع خطأ نتيجة التغير في قوة مغناطيس الفرملة، والتغير في مقاومة القرص، أو تأثير الفرملة الذاتية لمغناطيس التوالي، أو الاحتكاك غير الطبيعي للأجزاء المتحركة.

## التعويضات وعمليات الضبط

### بالنسبة لمعامل القدرة منخفض التأخير
يجب أن تعرف أن جهاز القياس سوف يُقرأ بصورة صحيحة عند أي معامل قدرة فقط عندما يكون فيض مجال التوازي "{\displaystyle \Phi _{sh}}" يتأخر عن الجهد "V" بمقدار °90 ولكن بسبب أن ملف الجهد لجهاز القياس ليس حثياً كاملاً، ومركبة المقاومة تجعل فيض جهد الملف يتأخر عن قيمة جهد المنبع بأقل قليلاً من °90. ومع ذلك فإن فيض ملف الضبط يمكن جعله متأخراً °90 تماماً وذلك بإيجاد دائرة مجال التوازي التي تسمح لفيض مجال التوازي لأن يعبر الثغرة الهوائية الموضوع بها القرص، وتعطى القوة الدافعة الكهربائية في الطور المضبوط بالنسبة لفيض مجال التوازي، والقوة الدافعة المغناطيسية المطلوبة نحصل عليها من ملف التأخير الموضوع على ذراع المنتصف لمغناطيس التوازي والقريب من الثغرة الهوائية للقرص، بحيث يتصل بالفيض الذي يقطع القرص، ويمكن عمل هذا الترتيب، إما بوضع عدد قليل من الملفات من السلك السميك نسبياً حول ذراع المركز لمغناطيس التوازي، وقفل الدائرة من خلال مقاومة منخفضة القيمة وقابلة للضبط أو بوضع تظليل من النحاس الأحمر حول ذراع المركز لمغناطيس التوازي، وفي الترتيب السابق فإن أي زيادة في المقاومة تؤدي إلى نقص في التيار ونقص في القوة الدافعة المغناطيسية في ملف التأخير، وبالتالي نقص في قيمة زاوية التأخير للملف، وبالتالي فإن فيض ملف الضغط يمكن أن يكون متأخراً عن جهد المصدر بـ °90 تماما، وذلك بضبط مقاومة دائرة ملف التأخير، أما في الترتيب الأخير فيمكن عمل الضبط وذلك بتحريك شريط التظليل النحاسي على ذراع المنتصف على طول محور ذراع المركز لمغناطيس التوازي، والخطأ نتيجة الضبط غير الصحيح لشرائط التظليل سوف يكون واضحاً عندما يوصل ملف الضغط عبر مصدر الجهد العادي ويمر تيار الحمل العادي عند معامل قدرة مقداره 0.5 متأخراً خلال ملف التيار، والخطأ على الجانب الثابت تحت هذه الظروف يمكن التخلص منه وذلك بجعل شرائط التظليل أقرب إلى القرب أو العكس.

### بالنسبة للاحتكاك أو الحمل الخفيف
بالرغم من العناية الفائقة في تصميم كلٍ من كراسي التحميل من الجواهر، والتي تشكل كرسي التحميل السفلي للعمود، وبالرغم من بساطة كرسي التحميل العلوي لعمود الدوران، فإن أخطاء الاحتكاك يمكن أن تكون خطيرة خاصةً عند الأحمال الخفيفة، ولكن مؤكداً استجابة جهاز القياس للأحمال الخفيفة جداً فإنه من الضروري التزود بعزم تعويض صغير ويكون مستقل عن الأحمال التي على جهاز القياس، وذلك للتغلب على الاحتكاك عند كراسي التحميل وميكانيزم شريحة التسجيل، ويمكن تحقيق ذلك بوضع عروة تظليل صغيرة في الثغرة الهوائية لمغناطيس التوازي بحيث يُعطي تأخيراً في الطور الزمني لجزء من فيض ملف الضغط والتفاعل بين أجزاء الفيض المظللة وغير المظللة بهذه العروة، والتيار الذي يُولد في القرص يصنع عزم إدارة صغير، وهذا العزم المتولد مستقل عملياً عن الحمل حيث أنه يُعتمد على جهد الخط الثابت تقريباً، ويمكن ضبط هذا العزم وذلك بالحركة الجانبية للعروة ويمكن استخدام الترتيبات المتناوبة لعروات التظليل غير المتماثلة.
وخطأ الاحتكام سوف يكون واضحاً عندما يغذي ملف الضغط من جهد المصدر المقنن ويمرر تيار منخفض جداً خلال ملف التيار، وعند معامل قدره مقداره واحد، وضغط أحمال خفيف يتم وذلك بالحركة الجانبية لعروة التظليل، لكي يعطي السرعة الصحيحة

### بالنسبة للتدرج
بضبط الأحمال الخفيفة ينتج عزم صغير يمكن أن يسبب دوران القرص ببطء عندما تكون ملفات الضغط مثارة، ولكن عندما لا يمر تيار الحمل، هذا العيب يسمى التدرج، ويتم منعه بفتح ثقبين أو فتحتين على القرص وعلى اتجاهين متضادين في عمود الدوران، ويميل القرص إلى الثبات عند تواجد أحد الثقوب تحت أحد أقطاب مغناطيسي التوازي.
وفي بعض الحالات تُثبت قطعة صغيرة من سلك حديدي على طرف القرص، وقوة جذب مغناطيس الفرملة على هذه القطعة من سلك الحديد كافية لتمنع الدوران المستمر للقرص في حالة اللاحمل.
ويتضح هذا العيب عندما يُسلط 110% من الجهد المقنن على ملف الجهد لجهاز القياس وفي حالة عدم مرور تيار خلال ملف التيار.
وعملية الضبط لكي تتفادى عملية الزحف، ويسمى الضبط الابتدائي للأحمال الخفيفة، ويتم عمله مع وضع القرص بحيث أن الثقوب المانعة للزحف تكون واضحة للمغناطيسات الكهربائية، مع تسليط الجهد المقنن وحده.

### بالنسبة للأحمال الزائدة
يدور القرص بصفة مستمرة في مجال مغناطيس التوالي تحت ظروف الحمل ولذلك تتولد قوة دافعة كهربائية ديناميكية في القرص، والتي تولد تيارات دوامية.
ونتيجةً للتفاعل بين التيارات الدوامية ومجال مغناطيس التوالي سيتولد عزم فرملي يتناسب مع مربع تيار الإثارة، وهذا العزم الفرملي الذاتي يُفترض أن يزيد في الأهمية بزيادة تيار الحمل، وبالتالي فعند قيم تيار الحمل العالية فإن التسجيل يميل إلى أن يكون منخفضاً، ولكي نقلل فعل الفرملة الذاتية فإن سرعة أقصى حمل للقرص تبقى منخفضة قدر الإمكان، وأن يكون فيض ملف التيار صغيراً، بالمقارنة بفيض ملف الضغط، وبحيث أن القوة الدافعة الكهربائية المتولدة ديناميكياً والمسؤولة عن فعل الفرملة الذاتية تكون صغيرة جداً بالمقارنة بالقوة الدافعة الكهربائية المتولدة استاتيكياً بالفيض المتغير بمعدل 50 Hz والمسؤولة عن إنتاج عزم الإدارة، ومن المعتاد أيضاً أن يُضاف معوض لزيادة الحمل، والذي عادةً ما يأخذ شكل مغناطيس توازي متشبع لقلب مغناطيس التوالي، ومغناطيس التوازي عند قيم تيار الحمل العالية يشتت بعض من فيض مغناطيس التوالي وبذلك يعوض فعل الفرملة الذاتية.

### بالنسبة للحمل الكامل
يمكن أن يتواجد خطأ ما في التسجيل، وهذا الخطأ يتضح عند اختبار جهاز القياس عند الجهد المقنن والتيار المقنن ومعامل القدرة يساوي الوحدة.
ويتم هذا الضغط إما بتغير وضع مغناطيس التوازي لكي نتحكم في كمية الفيض المغناطيسي الثابت والمار خلال القرص، أو بتحريك مغناطيس الفرملة لحدود الخطأ المطلوب، وحركة مغناطيس الفرملة في اتجاه عمود الإدارة سوف يقلل عزم الفرملة والعكس صحيح.

### بالنسبة للجهد
يمكن أن تؤدي تغييرات الجهد إلى أخطاء بسبب الخصائص المغناطيسية غير الخطية لقلب مغناطيس التوازي، وأيضاً بسبب عزم الفرملة، والذي يتناسب تقريباً مع مربع جهد المصدر، وحيث أن كمية معينة من تغير جهد المصدر مسموح بها ولذلك توجد حاجة للتزود بمعوض جهد، والتعويض لتغير جهد المصدر يزود ذلك باستعمال مغناطيس توازي متشبع والذي يحول جزء أكبر من الفيض إلى المسمار الفعال عندما يزيد جهد المصدر.
مثل هذا التعويض يمكن تحقيقه بصورة مناسبة، وذلك بتحديد جزء الأعضاء المغلقة لقلب مغناطيس التوازي، أو أحياناً بواسطة قطع متشبعة تكون كوبري عبر الأقطاب الرئيسية لهذا القلب.

### بالنسبة لدرجة الحرارة
الزيادة في درجة الحرارة تؤدي إلى زيادة في مقاومة الأجزاء النحاسية وأجزاء الألمنيوم وهذا يؤدي إلى:
- نقص صغير في فيض مغناطيس التوازي ونقص في زاوية التأخير بين جهد المصدر وفيض مغناطيسي متوازي.
- هبوط في العزوم الناتجة عن شرائط التظليل.
- زيادة في مقاومة مسار التيار العشوائي.
- انخفاض في زوايا التأخير للتيارات الدوامية.

وبعض التأثيرات السابقة تؤدي إلى أن يُعادل بعضها الآخر ولذلك فإن الأخطاء الناتجة عن تغير درجة الحرارة عادةً ما تكون صغيرة، فالزيادة في درجة الحرارة تؤدي إلى زيادة في مقاومة ملف الضغط وبالتالي تؤدي إلى انخفاض في تيار ملف الضغط ويؤدي إلى انخفاض في فيض مغناطيس التوازي وبالتالي إلى خفض عزم الإدارة، لكن زيادة درجة الحرارة تُقلل أيضاً فيض مغناطيسي الفرملة وبالتالي تقلل العزم الفرملي، مرةً أُخرى الزيادة في درجة الحرارة تؤدي إلى زيادة مقاومة مسار التيار الدوامي، والذي بدوره يقلل كلاً من عزم الإدارة والعزم الفرملي، وهكذا تميل هذه التيارات إلى أن تُعادل بعضها البعض.
ولو أن الأخطاء نتيجة التغيرات في درجة الحرارة مهملة بالنسبة للأحمال غير الحثية، لكن مثل هذه الأخطاء تعتبر خطيرة جداً عند معامل قدره للأحمال منخفضة التأخير، وبصفة عامة فإن تأثير الزيادة في درجة الحرارة تتسبب في أن جهاز القياس يجري أسرع ليعطي تسجيلاً عالياً، وبالتالي فإن تأثيرات تغيرات درجة الحرارة يمكن تعويضها ببساطة باستخدام توازي حراري على مغناطيس الفرملة، ومواد مغناطيسية خاصة مثل «ميوتمب» (Mutemp)، متوفرة والتي تُعطي معامل نفاذية منخفضاً بصورة واضحة مع زيادة درجة الحرارة.